# Dade County Courthouse
Le Dade County Courthouse est un gratte-ciel de bureaux de 110 mètres de hauteur construit à Miami de 1925 à 1928. Ce fut le plus haut immeuble de Miami jusque dans les années 1970. L'immeuble a été classé monument historique en 1989. C'est un exemple de style néoclassique et d'Art déco. L'immeuble qui abrite un tribunal (d'où le nom court house) abritait aussi à l'origine la mairie de Miami et dans les 9 étages supérieurs une prison.
C'est le plus ancien gratte-ciel de Floride.

## Histoire

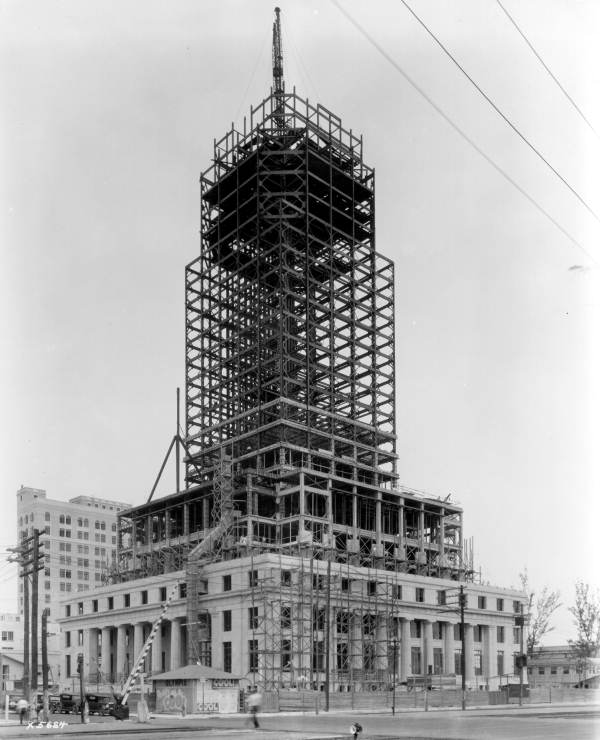
Construction.